# Mezinárodní očkovací průkaz

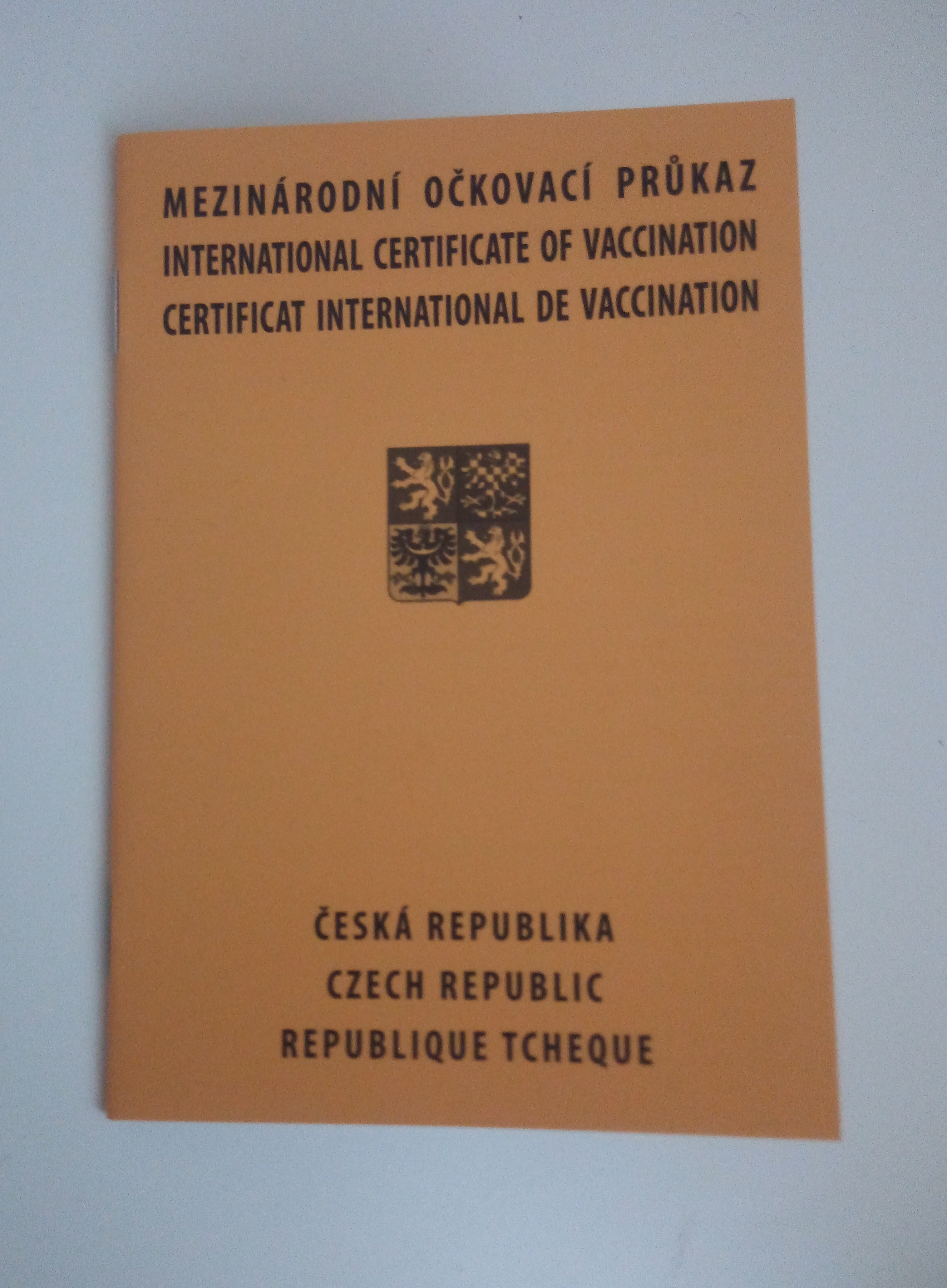
Česká verze mezinárodního očkovacího průkazu

Mezinárodní očkovací průkaz (také nazývaný žlutá karta) je dobrovolný dokument, který využívají především cestovatelé, pro evidenci očkování a expiraci jednotlivých dávek očkování. Současně slouží jako doklad pro vstup do některých zemí, které vyžadují určité očkování. Průkaz byl zaveden Mezinárodním zdravotním řádem a v Česku jej vydávají Centra očkování a cestovní medicíny.

## Obsah
Mezinárodní očkovací průkaz se skládá z několika částí. Záznamy o provedeném očkování ve všech částech musí být vyplněny v angličtině nebo ve francouzštině. Na stránce číslo 1 je uvedeno jméno a příjmení držitele, jeho datum narození a číslo pasu.

### Certifikát o platném očkování nebo profylaxi
V současnosti (2022) je Žlutá zimnice jedinou infekční nemocí, proti které musí být cestovatel povinně očkován při cestách do endemických oblastí. Toto očkování ze zapisuje do první části průkazu - do certifikátu o platném očkování nebo profylaxi, na stránkách 2 a 3, kde je forma vyplnění striktně vymezena: záznam v Certifikátu je neplatný, pokud jsou údaje chybné nebo nevyplněné, případně obsahují škrty, dodatky, přepisování, mazání apod.

### Doporučená a pravidelná očkování

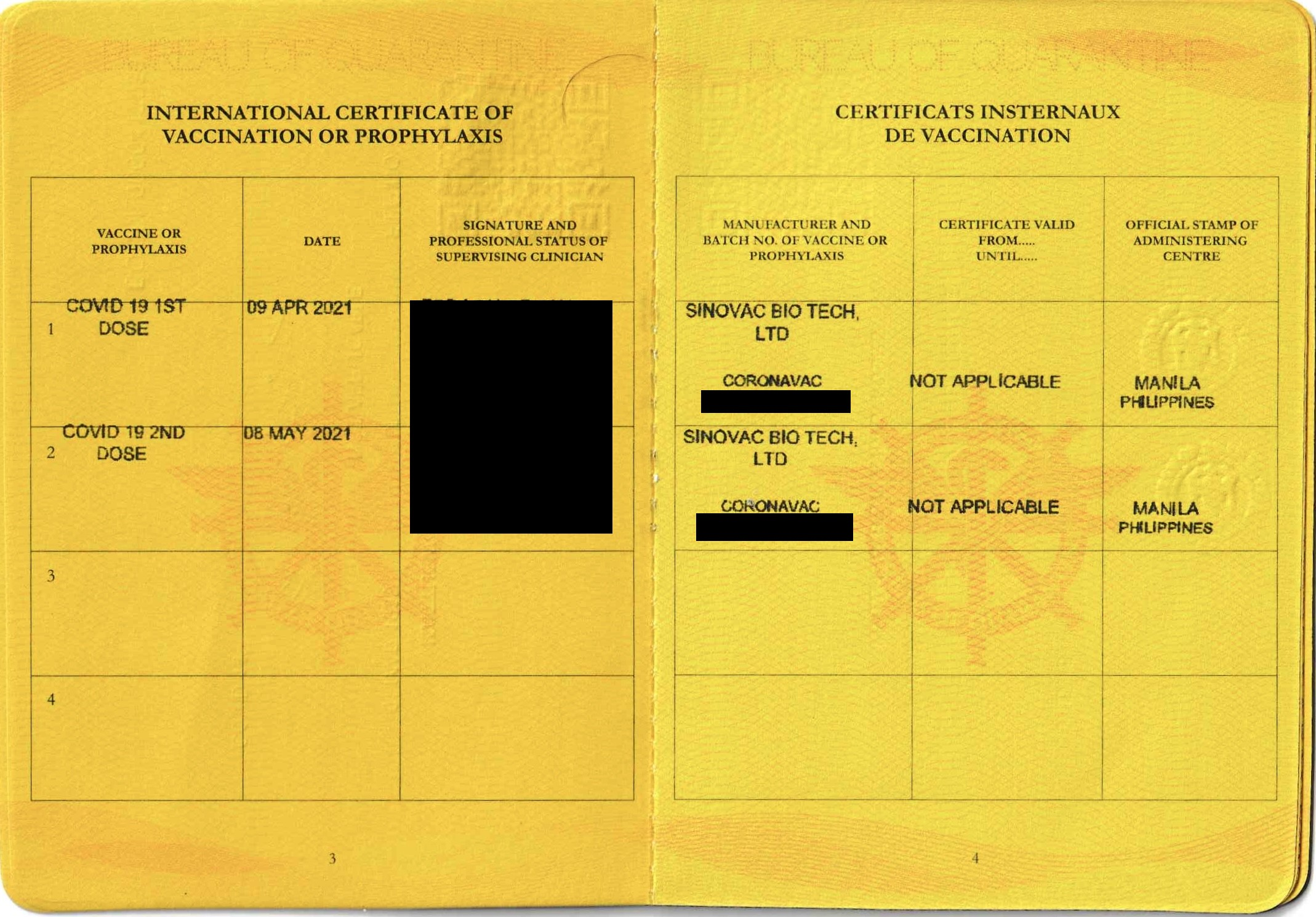
Očkování proti covidu-19 zaznamenané v Mezinárodním očkovacím průkazu

Druhou část pak tvoří vlastní Mezinárodní očkovací průkaz, kam se zapisují doporučená a pravidelná očkování. Jedná se o stránky 4 až 15.

### Další informace
Vedle údajů o vakcinaci obsahuje průkaz na stránkách 16 až 20 další důležité informace o svém nositeli, jak informační, tak zdravotní; jmenovitě:
- Rizikové faktory (hemofilie, cukrovka, dialýza, transplantace, alergie atd.)
- Krevní skupina a Rh faktor
- Vyšetření protilátek a pasivní imunizace
- Nouzový kontakt (jméno a příjmení, adresa, telefonní číslo)
- Antimalarická profylaxe